# CDATA
CDATA (engl. Character Data) ist ein Schlüsselwort in XML und SGML. Mit CDATA werden Zeichendaten gekennzeichnet, die vom Parser nicht oder nur eingeschränkt analysiert werden. 

## CDATA-Abschnitt
Innerhalb eines CDATA-Abschnittes werden Zeichendaten vom Parser nicht analysiert.
Mit einem CDATA-Abschnitt wird einem Parser mitgeteilt, dass kein Markup folgt, sondern normaler Text. Der CDATA-Abschnitt hat folgende Syntax:
```
<!
[CDATA[
Inhalt
]]
>
```

Der CDATA-Abschnitt kann auch Markup-Zeichen (<, > und &) enthalten. Diese werden vom Parser nicht weiter interpretiert. Die schließende Zeichenfolge ]]> darf innerhalb von Inhalt nicht verwendet werden.
Falls dennoch ]]> im Inhalt benötigt wird, teilt man den CDATA-Abschnitt in zwei separate Teile auf und trennt dabei die Zeichenfolge vor ]> oder vor >:
```
<![CDATA[
...
]
]]
><![CDATA[
]
>...
]]>

<!
[CDATA[
...
]]
]]
><!
[CDATA[
>...
]]
>
```

CDATA-Abschnitte können in XML-basiertem HTML dazu verwendet werden, lange Computerprogramme oder sogar XML-Code über einen größeren Bereich einzubinden. Dadurch entfällt die sonst nötige Kodierung der vordefinierten Entities, beispielsweise &lt; und &amp;.

## CDATA-Datentyp
In einer Dokumenttypdefinition (DTD) ist CDATA ein Datentyp einer Attributdeklaration, zum Beispiel:
```
<!ATTLIST img

   src    CDATA    #REQUIRED

>

```

Ein Attribut mit dem Datentyp als CDATA wird vom Parser nur eingeschränkt analysiert. Da in CDATA-Attributwerten die Verwendung von Zeichenverweisen (beispielsweise &#x2211; für ∑) und benannten Entitäten (&sum;) zulässig ist, führt der Parser eine Analyse des Inhaltes des Attributwertes durch.
Siehe hierzu Deklarationen von Attributen.